# Richard Kane
Richard Kane (1662-1736) fou primer tinent de governador i després governador anglès de Menorca durant el primer període de l'ocupació anglesa a Menorca.
Richard Kane va néixer a Duneane, comtat d'Antrim (Irlanda del Nord) molt probablement el desembre de 1662. Únic fill de Thomas O'Cahan i Margaret Dobbin. Formaven una família protestat en un ambient de conflictivitat religiosa. Richard O'Cahan es va canviar el cognom pel de Kane. L'any 1688 es va enrolar com a subtinent a una companyia d'Infanteria irlandesa amb el qual va lluitar contra els catòlics d'Irlanda en la guerra dels dos reis (Cogadh an Dá Rí). Va participar en la batalla de Boyne el 1690 com a tinent del Regiment Royal Irish.
Després de la victòria protestant, va continuar la seva carrera militar a la guerra contra la Gran Aliança en terres flamenques on assolí el grau de capità. A la guerra de Successió espanyola participà amb el Royal Irish sota el comandament del duc de Marlborough a Flandes. El 1706 assolí el grau de tinent coronel i el 1710 el de coronel. El seu regiment va ser mobilitzat el 1711 cap al Quebec, però l'intent d'ocupació va ser un gran fracàs i van ser retornats a Flandes. El 1712 fou nomenat tinent governador de la nova possessió britànica, Menorca. Es traslladà a Paris on s'uní al governador de Menorca, duc, d'Argyll on van arribar amb altres oficials el 12 de novembre de 1712.
En Kane va quedar al comandament de Menorca amb el càrrec de tinent de governador, ja que el càrrec de governador britànic era una sinecura i la norma habitual era que estigués absent del lloc d'on ostentava el càrrec. El 1713, amb el Tractat d'Utrecht, es va fer un reconeixement internacional de la situació.
La seva missió principal va ser assegurar la possessió de l'illa per part dels britànics, amb la qual cosa hauria de regular el comerç, la indústria, l'agricultura, ramaderia i l'administració insular. Els primers anys del seu govern va tenir enfrontaments amb les institucions polítiques i religioses menorquines i amb la població, que "gelosa de la seva fe i dels seus privilegis polítics, veia els britànics com a dominadors i heretges protestants". Fins i tot va haver d'anar a Londres per a defensar-se de les acusacions que van fer les autoritats menorquines. Fou el governador que canvià la capital històrica de l'illa, Ciutadella, a Maó. La seva obra més reconeguda és "The Kane's Road" o el Camí d'en Kane, obra que va anar a càrrec de les universitats menorquines i que tenia la finalitat d'unir les fortaleses de sant Felip i de Ciutadella, però també de facilitar la connexió dels diferents llocs amb les poblacions de l'Illa. També l'aljub d'Es Mercadal i altres obres públiques. El seu va ser un govern llarg. De 1712 fins a 1733 com a tinent governador i de 1733 fins a la seva mort el 1736 com a governador. A part de breus absències, només va ser fora de Menorca entre 1717-1719 per a defensar-se a Londres dels atacs de les institucions menorquines i els dos períodes entre 1720-1721 i 1725-1727 que va ser nomenat governador de Gibraltar davant del perill de l'atac de la corona espanyola a aquella plaça. A la llarga els menorquins van acabar apreciant la gestió i bones intencions d'aquell militar honrat i treballador. Quan va ser nomenat governador, les autoritats illenques el van felicitar i van decretar festes públiques en honor seu.
El 1735, el monarca britànic el nomenaria brigadier general. Morí el 31 de desembre de 1736 a Maó després de vint-i-cinc anys de servei a la corona britànica. Els Molt Magnífics Jurats de la Universitat General de Menorca, van manifestar estar molt dolguts per la seva mort "per la molta estimació que tenia en aquesta Illa". Fou enterrat a la capella del castell de Sant Felip de Maó.

## Bibliografia

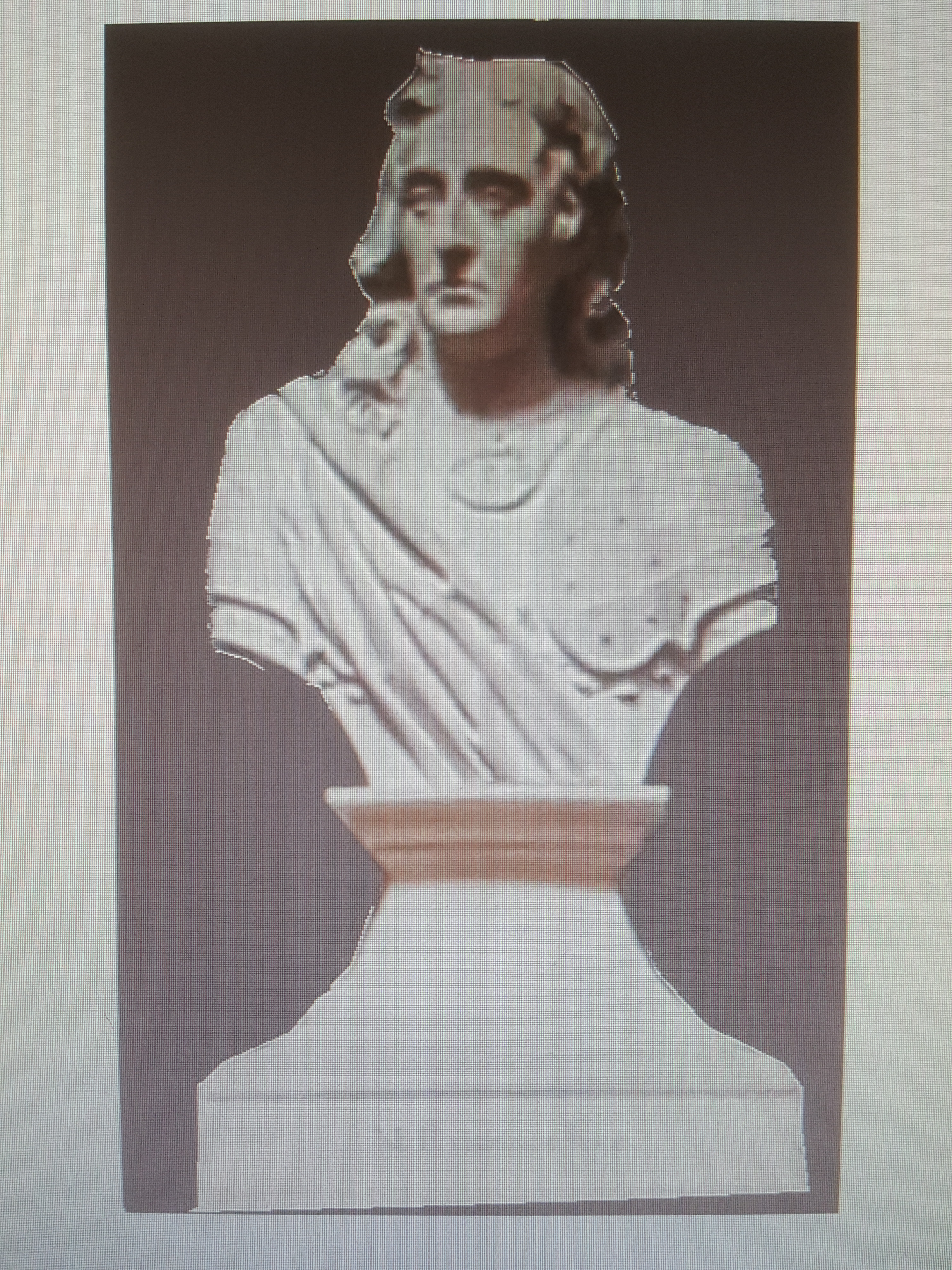
Bust a Westminster amb la imatge de Sir Richar Kane.